# Isidre Esteve Pujol
Isidre Esteve Pujol (La Seu d'Urgell, 15 maggio 1972) è un pilota automobilistico e pilota motociclistico spagnolo ritiratosi dall'attività agonisitica.

## Carriera

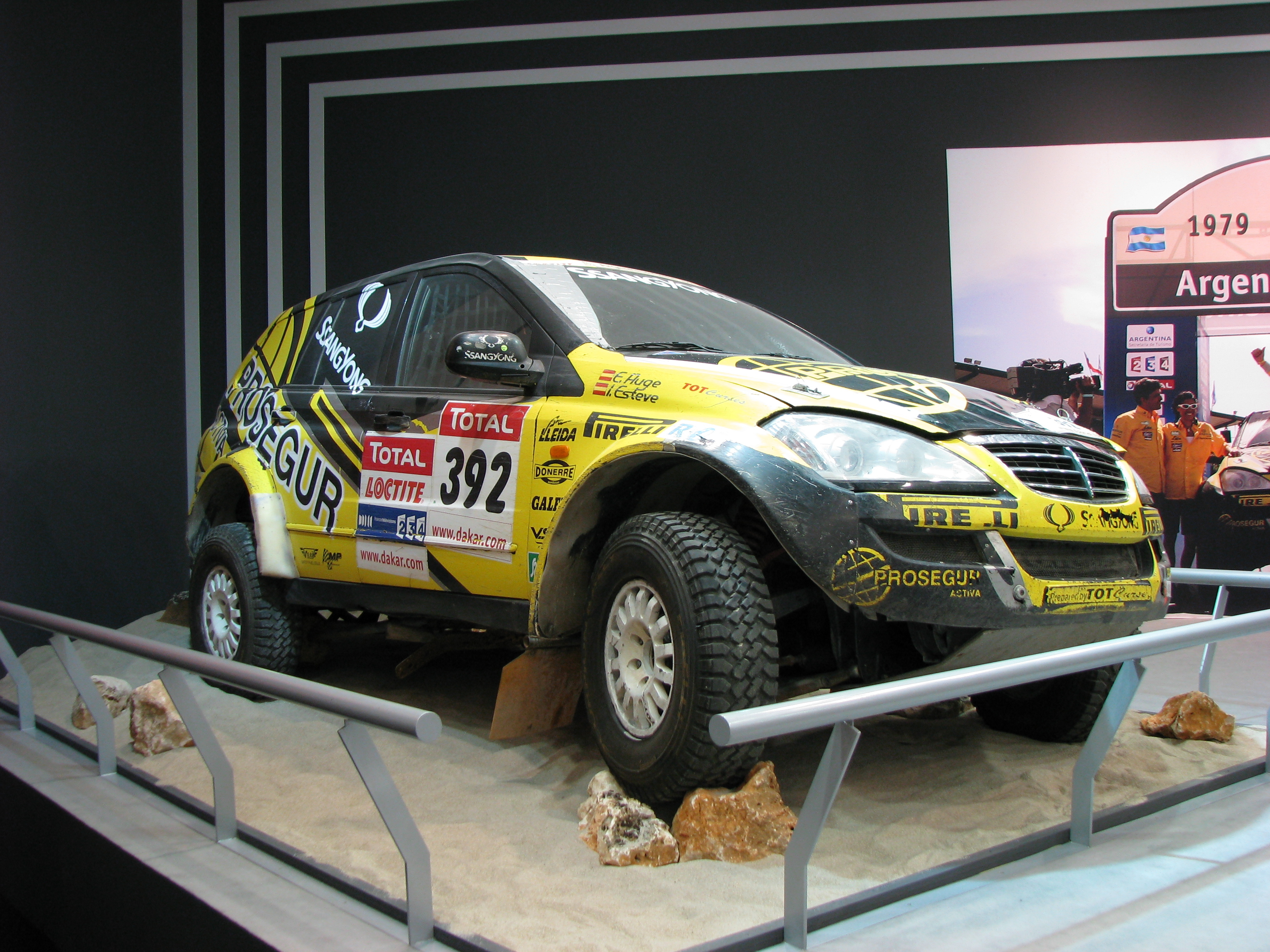
La SsangYong con cui Esteve Pujol ha preso parte alla Dakar 2009.

Proveniente dall'enduro e in seguito specializzatosi nei rally raid, rimasto paralizzato dalla vita in giù, in seguito ad un grave incidente occorsogli nel 2007
Vincitore in carriera di sei edizioni del Baja España-Aragón, un Rally di Tunisia e due Rally del Marocco. Vanta diverse partecipazioni alla Dakar.
Dopo il grave incidente avvenuto il 26 marzo 2007 durante una gara del campionato all-terrain in Spagna, nel 2009 è coraggiosamente tornato alle corse di rally raid, guidando una SSangYong appositamente modificata al Rally Dakar 2009.
Esteve Pujol ha raccontato la sua sfortunata esperienza e il coraggio e la determinazione che ne hanno contraddistinto la sua nuova vita, nel libro L'albero dei valori, edito in Italia dalle Paoline.

## Palmarès

### Rally Dakar
| Anno | Categoria | Mezzo                      | Pos. |
| ---- | --------- | -------------------------- | ---- |
| 2000 | Moto      | KTM                        | 12º  |
| 2001 | Moto      | KTM                        | 4º   |
| 2002 | Moto      | KTM                        | 5º   |
| 2003 | Moto      | KTM                        | Rit. |
| 2004 | Moto      | KTM                        | 23º  |
| 2005 | Moto      | KTM                        | 4º   |
| 2006 | Moto      | KTM                        | Rit. |
| 2007 | Moto      | KTM                        | Rit. |
| 2009 | Auto      | SSangYong                  | Rit. |
| 2017 | Auto      | Mitsubishi                 | 34°  |
| 2018 | Auto      | Sodicars                   | 21°  |
| 2019 | Auto      | BMW                        | 21°  |
| 2020 | Auto      | BMW BV6                    | Rit. |
| 2021 | Auto      | Toyota Hilux               | 28°  |
| 2022 | Auto      | Toyota Hilux Overdrive     | 27°  |
| 2023 | Auto      | Toyota Hilux               | 34°  |
| 2024 | Auto      | Toyota Hilux Overdrive     | 36°  |
| 2025 | Auto      | Toyota Hilux Overdrive Evo | Rit  |

### Altri risultati
- Baja España-Aragón, vincitore nel 1998, 2000, 2001, 2003, 2005 e 2006, sempre su KTM
- Rally di Tunisia, vincitore nel 2006 su KTM
- Rally del Marocco, vincitore nel 2004 e 2005 su KTM

## Opere
- La suerte de mi destino, Barcellona, Ara Llibris, 2008. ISBN 9788492406289.
- No t'aturis mai, ISBN 9788466416214.
- Les 6 etapes de la vida, Amat Editorila, ISBN 9788417208998.